# Hårdsvingel
Hårdsvingel (Festuca brevipila) är en växtart i familjen gräs.